# Samuel Atrous
Pour l’homme d'affaires tunisien, voir Jamel Atrous.
Samuel Atrous est un footballeur français, né le 15 février 1990 à Roncq. Il évolue comme gardien de but au Wasquehal Football en National 2. 

## Biographie
Formé au RC Lens, lors de la saison 2008-2009, il est nommé troisième gardien derrière Vedran Runje et Arnaud Brocard. Il reste à ce rang de numéro 3, jusqu'à la fin de la saison 2010-2011 après le départ de Vedran Runje.
En fin de saison, il est appelé en équipe de France espoirs par Erick Mombaerts et il dispute son premier match contre l'Ukraine.
Après un prêt de six mois à l'Aviron bayonnais en National, il revient au Racing Club de Lens au début du mois de janvier 2012.
Fin décembre 2012, Samuel Atrous devient gardien n°2 à la suite du départ d'Hamdi Kasraoui. Il joue ses premières minutes en professionnel en remplaçant en cours de match Rudy Riou, blessé face au FC Nantes où il encaisse un but dans les arrêts de jeu (1-2). Il connaît sa première titularisation à Caen où il préserve sa cage inviolée (0-0).
Sans club après son départ de Lens en 2015, il signe à l'Iris Club de Croix, évoluant en CFA, le 24 novembre 2015. Après la saison 2016-2017, il quitte Croix pour s'engager chez le rival, Wasquehal Foot, relégué en National 3.
Il ne reste que quelques mois dans le Nord, puisqu'une sollicitation du FC Chambly Oise, lui permet d'arriver dans l'Oise. Malgré un statut de numéro 3, il est reconduit la saison suivante et participe à la montée en L2 du club en participant à une rencontre de National.
En fin de contrat, il rebondit rapidement chez le voisin isarien, et s'engage à l'AS Beauvais Oise en 2019. Dès la première saison, il est champion de la poule I de National 3.
En mai 2021, il n'est pas conservé dans l'Oise et signe rapidement dans le club nordiste de Wasquehal Football en National 2

## Statistiques
| Saison                | Club                    | Championnat           | Championnat | Championnat | Coupe nationale | Coupe nationale | Coupe de la Ligue | Coupe de la Ligue | Total | Total |
| Saison                | Club                    | Division              | M.          | B.          | M.              | B.              | M.                | B.                | M.    | B.    |
| 2011-2012             | Aviron bayonnais (prêt) | National              | 1           | 0           | 1               | 0               | -                 | -                 | 2     | 0     |
| 2012-2013             | RC Lens                 | Ligue 2               | 2           | 0           | -               | -               | -                 | -                 | 2     | 0     |
| 2013-2014             | RC Lens                 | Ligue 2               | -           | -           | -               | -               | -                 | -                 | 0     | 0     |
| 2014-2015             | RC Lens                 | Ligue 1               | 1           | 0           | -               | -               | -                 | -                 | 1     | 0     |
| 2015-2016             | IC Croix                | CFA                   | 17          | 0           | 1               | 0               | -                 | -                 | 18    | 0     |
| 2016-2017             | IC Croix                | CFA                   | 28          | 0           | 2               | 0               | -                 | -                 | 30    | 0     |
| 2017-2018             | Wasquehal Foot          | National 3            | 8           | 0           | -               | -               | -                 | -                 | 8     | 0     |
| 2017-2018             | FC Chambly Oise         | National              | 1           | -           | -               | -               | -                 | -                 | 1     | 0     |
| Total sur la carrière | Total sur la carrière   | Total sur la carrière | 57          | 0           | 4               | 0               | -                 | -                 | 61    | 0     |